# Shark River (Floride)
La Shark River est un défluent majeur du lac Harney (en) dans la partie sud-ouest du parc national des Everglades. Elle est située dans le comté de Monroe, en Floride, aux États-Unis. La rivière est entièrement au niveau de la mer. L'embouchure de la rivière est dans la baie Ponce de Léon, faisant elle-même partie du golfe du Mexique. Elle s'étend sur 15,3 km.